# Rocha

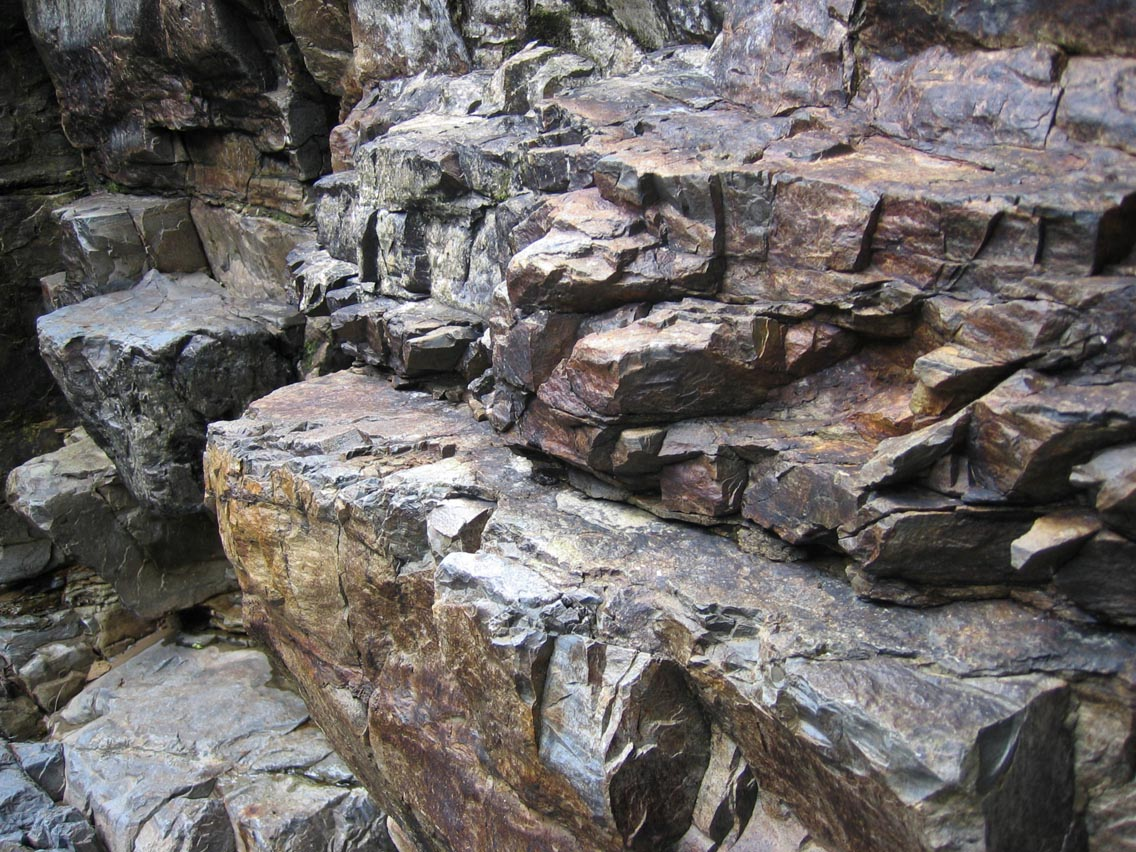
Um exemplo de rocha metamórfica perto de Orosí, Costa Rica.

Rocha é um agregado sólido que ocorre naturalmente e é constituído por um ou mais minerais ou mineraloides. A camada externa sólida da Terra, conhecida por litosfera, é constituída por rochas. A rocha mais antiga da Terra, uma lasca de 2 centímetros coletada pelos astronautas da Apollo na Lua, é um fragmento de 4 bilhões de anos.
O estudo científico das rochas é chamado de petrologia, um ramo da geologia. Os termos populares pedra e calhau se referem a pedaços ou fragmentos soltos de rochas.  Para ser considerada uma rocha, esse agregado tem de ter representatividade à escala cartográfica (ter volume suficiente) e ocorrer repetidamente no espaço e no tempo, ou seja, o fenômeno geológico que forma a rocha ser suficientemente importante na história geológica para se dizer que faz parte da dinâmica da Terra.
As rochas  podem ser classificadas de acordo com  sua composição química, sua forma estrutural, ou sua textura, sendo mais comum classificá-las de acordo com os processos de sua formação. Pelas suas origens ou maneiras como foram formadas, as rochas são classificadas como ígneas, sedimentares, e rochas metamórficas. As rochas magmáticas foram formadas de magma, as sedimentares pela deposição de sedimentos e posterior compressão destes, e as rochas metamórficas por qualquer uma das primeiras duas categorias e posteriormente modificadas pelos efeitos de temperatura e pressão. Nos casos onde o material orgânico deixa uma impressão na rocha, o resultado é conhecido como fóssil.

## Tipos de rochas

### Ígneas ou Magmáticas

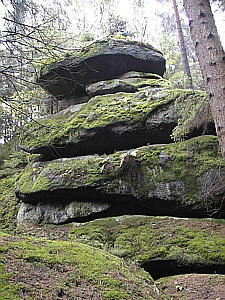
O granito, um exemplo de rocha ígnea.

Rochas ígneas (mais conhecidas como Magmáticas) são resultado da solidificação e consolidação do magma (ou lava), por isso o nome rochas magmáticas. O magma é um material pastoso que, há bilhões de anos, deu origem às primeiras rochas de nosso planeta, e ainda existe no interior da Terra. As rochas ígneas podem, de maneira geral, ser classificadas sob dois critérios: texturais e mineralógicos. O critério textural é especialmente útil na identificação do ambiente onde a rocha se cristalizou, enquanto o mineralógico é baseado na proporção entre seus minerais principais. A classificação da maior parte das rochas ígneas, segundo o critério mineralógico, é feito com base no diagrama QAPF, usado para rochas com menos de 90% de minerais máficos. Podem ser de dois tipos, a saber:
- Vulcânicas (ou extrusivas) - são formadas por meio de erupções vulcânicas, através de um rápido processo de resfriamento na superfície. Alguns exemplos dessas rochas são o basalto e a pedra-pomes, cujo resfriamento dá-se na água. O vidro vulcânico é um tipo de rocha vulcânica de resfriamento rápido.

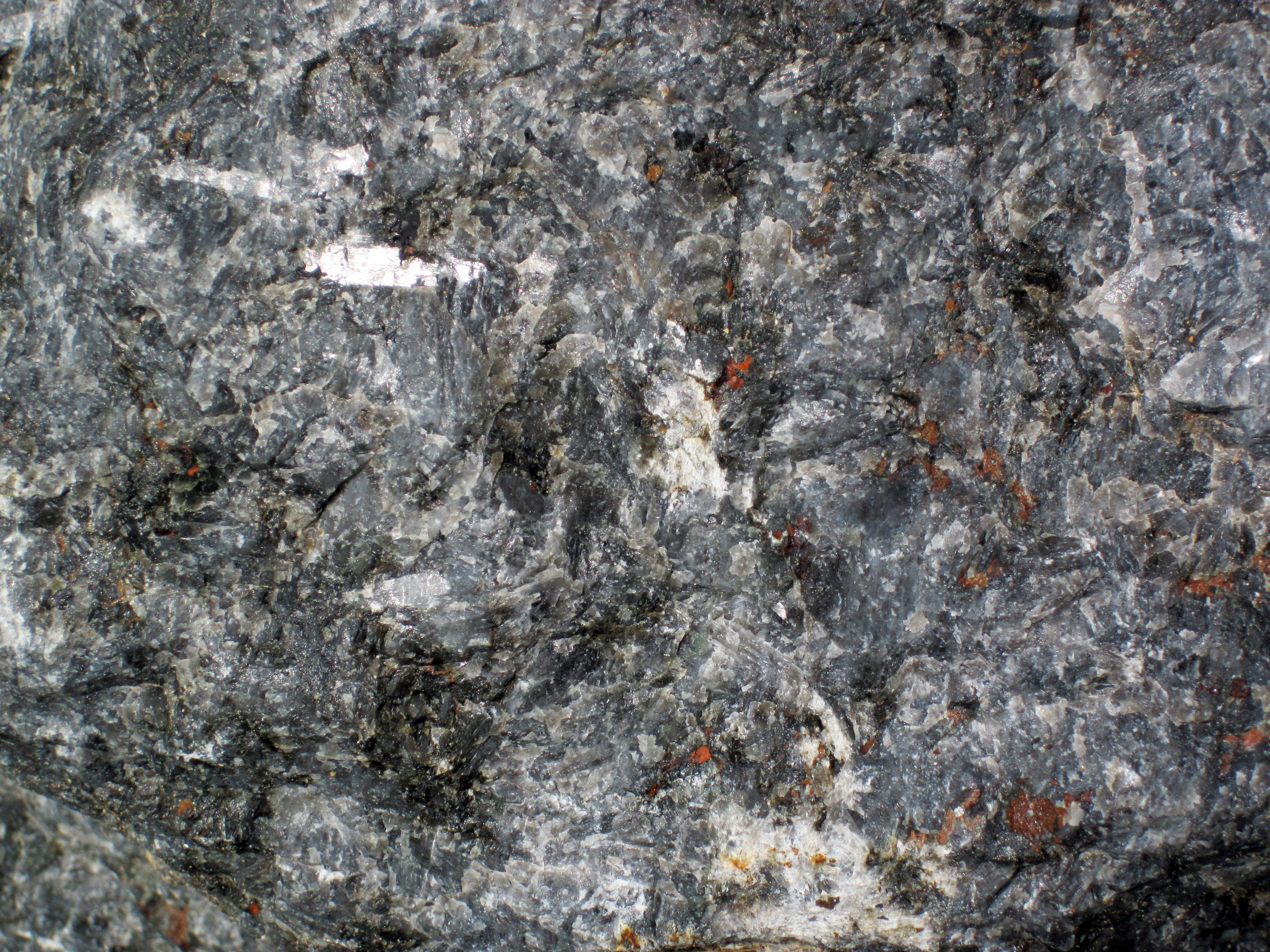
Gabro, uma rocha plutônica escura com textura cristalina formada no interior da Terra.

- Gabro, uma rocha plutônica escura com textura cristalina formada no interior da Terra.Plutônicas (ou intrusivas) - são formadas dentro da crosta por meio de um processo lento de resfriamento. Alguns exemplos são o granito e o diabásio.

### Sedimentares

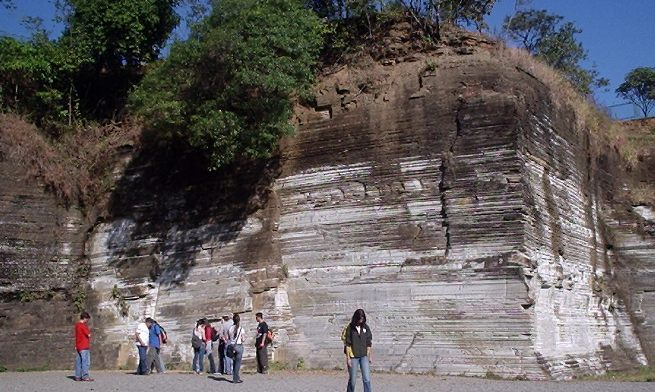
Paredão exibindo perfil de depósitos de varvito, no Parque do Varvito, em Itu,SP. Note a regularidade das estratificações.

Na superfície da terra, as rochas sofrem a ação de diversos fatores, como o calor, frio, chuva, vento, neve e gelo. Sob a ação destes fatores, durante milhares de anos, uma rocha vai se fragmentando em pedaços cada vez menores, que são carregados para outros lugares. Então, esses pequenos fragmentos vão se acumulando, comprimindo e depositando uns sobre os outros, formando camadas, originando novas rochas que, por serem constituídas por sedimentos acumulados, recebem o nome de Rochas Sedimentares. Compõem 80% da superfície dos continentes.
Classificam-se em:
- Detríticas - são as rochas formadas a partir de detritos de outras rochas. Alguns exemplos são o arenito, o argilito, o varvito e o folhelho.
- Quimiogénicas - resultam da precipitação de substâncias dissolvidas em água. Alguns exemplos são o sal-gema, as estalactites e as estalagmites.
- Biogénicas - são rochas formadas por  restos de seres vivos. Alguns exemplos são o calcário conquífero, formado através dos resíduos de conchas de animais marinhos. Possui o mineral calcite; e o carvão, formado a partir dos resíduos de vegetais.

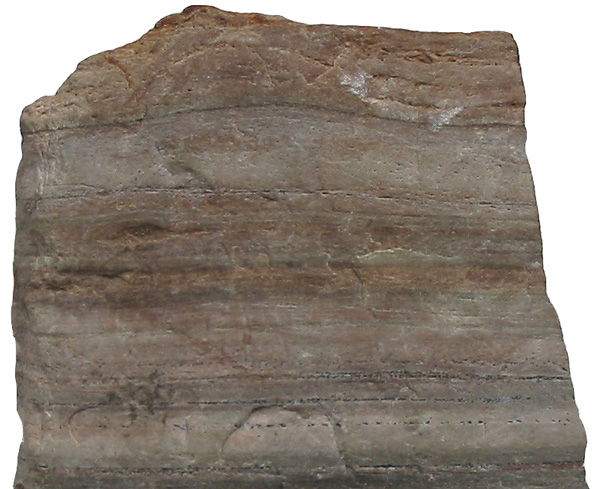
O Quartzito, um exemplo de rocha metamórfica.

### Rochas Metamórficas

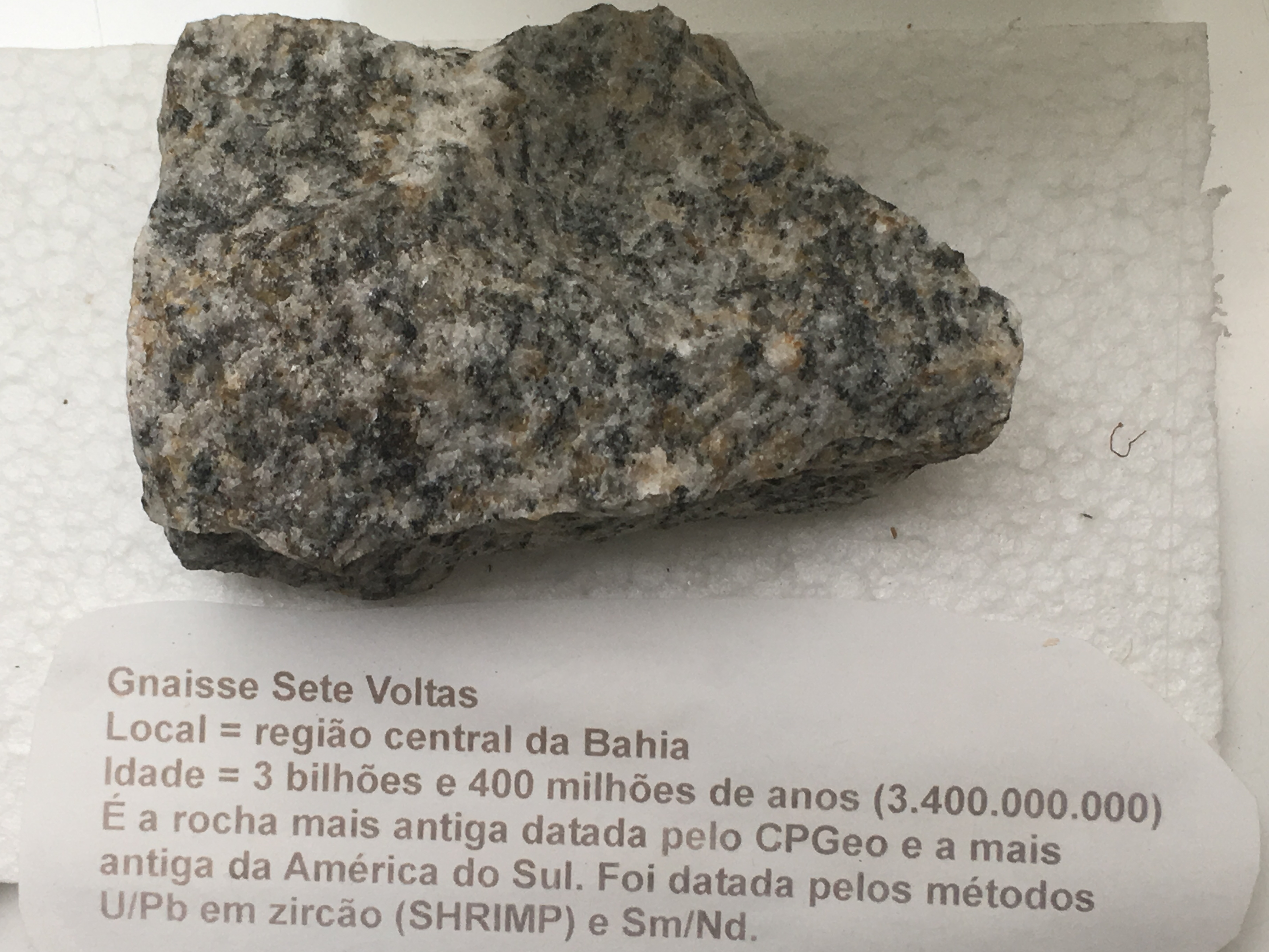
Amostra de gnaisse Sete Voltas, a rocha mais antiga já encontrada na América do Sul, com cerca de 3,4 bilhões de anos (Paleoarqueano).

São as rochas formadas através da deformação de outras rochas, magmáticas, sedimentares e até mesmo outras rochas metamórficas, devido a alterações de condições ambientais, como a temperatura e a pressão ou ambas simultaneamente. Alguns exemplos são o gnaisse, formado a partir do granito; a ardósia, formada a partir do argilito; o mármore, formado a partir do calcário, e o quartzito, formado a partir do arenito.
As rochas mais antigas são as magmáticas seguidas pelas metamórficas. Elas datam das eras Pré-Cambriana e Paleozoica. Já as rochas sedimentares são de formação mais recente: datam das eras Paleozoica, Mesozoica e Cenozoica. Essas rochas formam um verdadeiro capeamento, ou seja, encobrem as rochas magmáticas e as metamórficas quando estas não estão afloradas à superfície da Terra.

### Rochas Extraterrestres

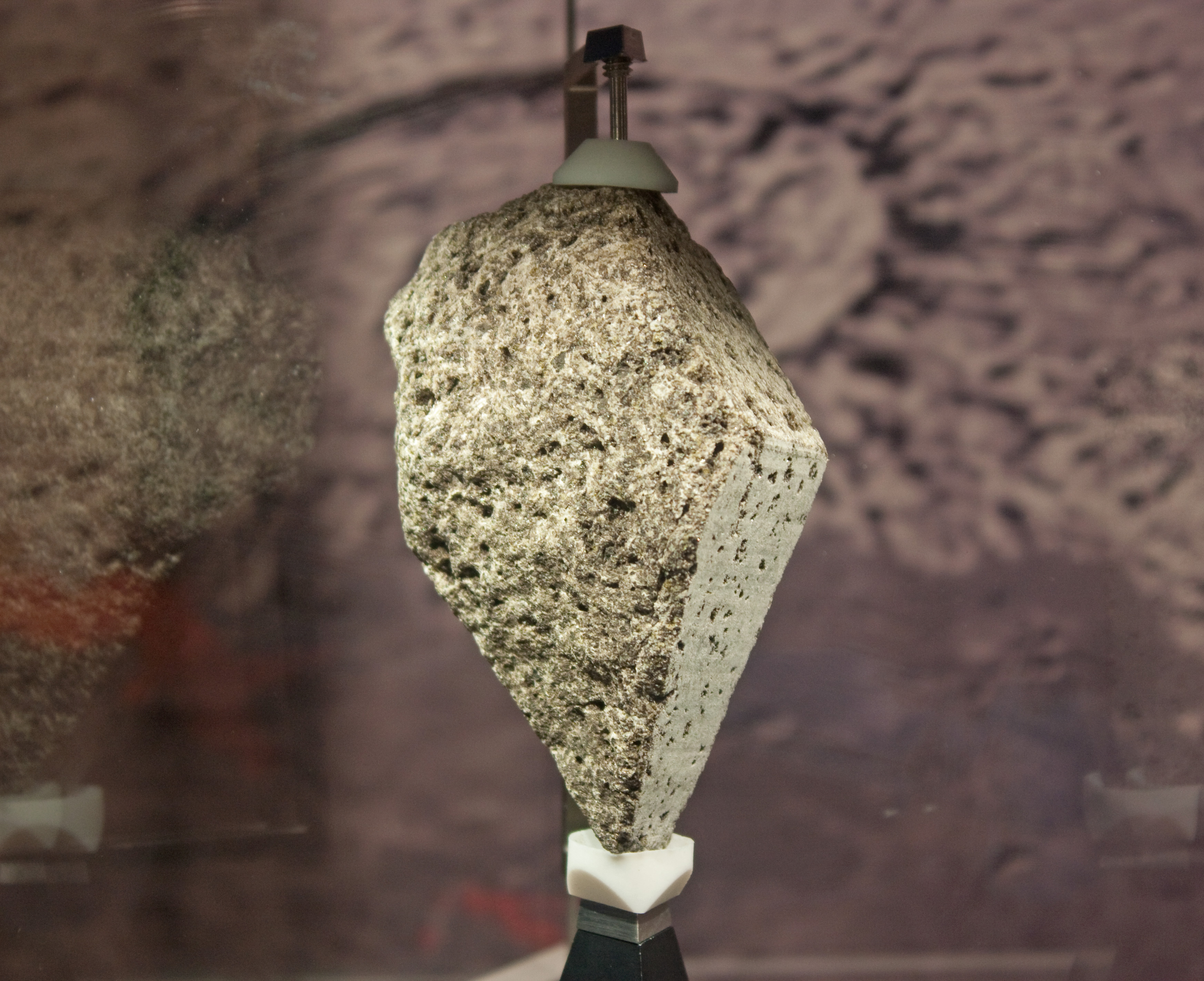
Basalto olivínico coletado na borda do Hadley Rille pelo grupo da Apollo 15

Como sabemos, as rochas não apenas existem na Terra como em muitos outros objetos astronômicos no Universo. Muitas delas são satélites naturais, asteroides e meteoroides  que vêm de planetas como Marte, Vênus e Mercúrio (compostos por rochas) e de outros do nosso sistema solar. A vinda de meteoritos ao planeta é o que proveem conhecido e torna-as rochas extraterrestres. Elas, normalmente, são mais pesadas que as rochas que temos naturalmente aqui. Algumas foram trazidas para cá com ajuda da ação humana, como as pedra lunares apanhada na missão da sonda Chang'e-6. Estruturas como estas ainda estão sendo estudadas.